# Euphyia altivagans
Euphyia altivagans är en fjärilsart som beskrevs av Claude Herbulot 1988. Euphyia altivagans ingår i släktet Euphyia och familjen mätare. Inga underarter finns listade i Catalogue of Life.